# Адарка (станция)
Ада́рка — железнодорожная станция Владивостокского отделения Дальневосточной железной дороги. Расположена в Спасском районе Приморского края. Станция открыта в 1936 году, Электрифицирована.

## География
Железнодорожная станция расположена на Транссибе между станциями ДВЖД Ружино и Спасск-Дальний.
Расстояние до станции Спасск-Дальний (на юг) около 13 км.